# Saignelégier
Saignelégier (toponimo francese; in tedesco Sankt Leodegar, desueto) è un comune svizzero di 2 609 abitanti del Canton Giura, nel distretto delle Franches-Montagnes del quale è il capoluogo.

## Geografia fisica
Il paesaggio è quello di un altopiano ondulato, dal clima piuttosto rigido, poco adatto all'agricoltura, caratterizzato da boschi di abeti e grandi pascoli.

## Storia
Il 1º gennaio 2009 ha inglobato i comuni soppressi di Goumois e Les Pommerats.

## Monumenti e luoghi d'interesse

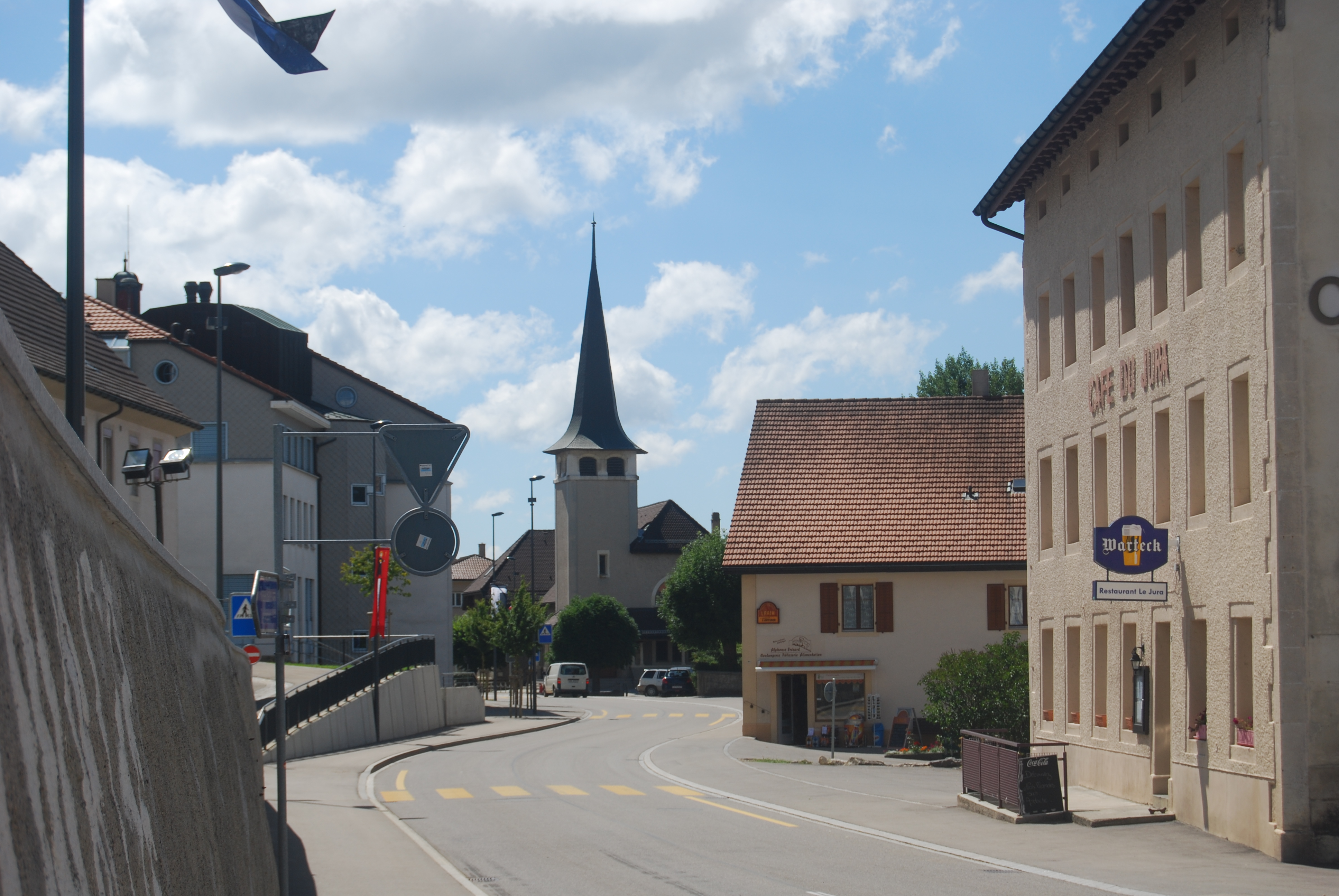
La chiesa riformata

- Chiesa cattolica di Nostra Signora dell'Assunzione, eretta nel XV secolo e ricostruita nel 1927-1928[1];
- Chiesa riformata, eretta nel 1913[1].

## Società

### Evoluzione demografica
L'evoluzione demografica è riportata nella seguente tabella:
Abitanti censiti

## Cultura

### Eventi
Un appuntamento molto importante, che attira a Saignelégier decine di migliaia di visitatori, dal 1897 è costituito dal Mercato-concorso nazionale dei cavalli, l'annuale fiera dei cavalli (in particolare di razza Freiberger), che si svolge nel secondo weekend di agosto.

## Geografia antropica

### Frazioni
Le frazioni di Saignelégier sono:
- Goumois[4]
  - Belfond
  - Vautenaivre
- La Theurre[senza fonte]
- Le Chaumont[senza fonte]
- Les Cerlatez
- Les Pommerats[5]
  - Malnuit
  - Moulin Jeannottat

## Economia
Le attività economiche si dividono fra l'orologeria e l'allevamento di cavalli e bovini, con la collegata produzione di latticini. Da alcuni anni punta anche sul turismo estivo e invernale (passeggiate a piedi, a cavallo, in bicicletta, sci di fondo, escursioni con racchette da neve).

## Infrastrutture e trasporti

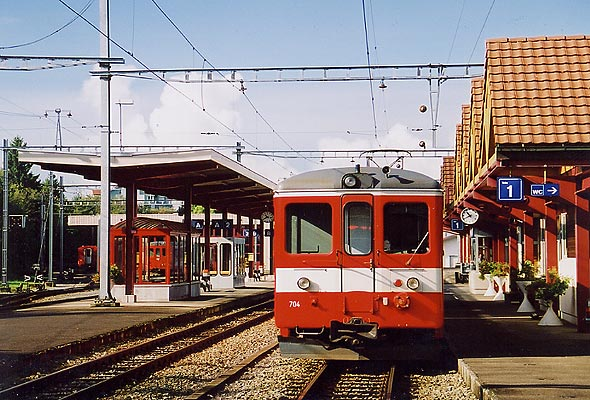
La stazione di Saignelégier

Saignelégier è servito dall'omonima stazione sulle ferrovie Saignelégier-Glovelier e Saignelégier-La Chaux-de-Fonds.

## Amministrazione
Dalla metà del XIX secolo comune politico e comune patriziale sono uniti nella forma del commune mixte.